# Hydrophorus mexicanus
Hydrophorus mexicanus är en tvåvingeart som beskrevs av Hurley 1985. Hydrophorus mexicanus ingår i släktet Hydrophorus och familjen styltflugor. Inga underarter finns listade i Catalogue of Life.